# Newméro
Newméro er et dansk selskab med base i det nordlige København, Danmark. Varemærket er skrevet på begge måder ”newméro” og ”newmero”.

## Oversigt
Newmero har opfundet en ny tilgang til læring af tal, med fokus på det taktile, visuelle og kinestetiske. Tilgangen er patenteret og mønsterbeskyttet i bl.a. USA og EU. Det abstrakte ti-talssytem kan nu forklares gennem fysiske spille- og læringsoplevelser.
Baseret på opfindelsen, lancerede newmero nogle tal-brikker i 2016, som et innovativt pædagogisk / STEM-læringslegetøj til børn i alderen 3-9 år.
Newmero’s talbrikker har vundet 11 internationale priser.
Talbrikkerne består af et sæt farverige, fysisk nummererede talbrikker. Brikkerne er designet på baggrund af newmero’s opfindelse og gøre det sjovt og overskueligt for børn at opleve glæden ved tal og forbedre deres matematikfærdigheder gennem spil og øvelser.